# Joc PC
Un joc pentru computer personal, cunoscut și ca un joc pentru PC sau un joc PC, este un tip de joc video jucat pe un computer personal (PC) spre deosebire de cele pentru consolă sau mașină arcade. Caracteristicile sale definitorii includ: hardware și software pentru jocuri mai diverse și determinate de utilizator; și, în general, o capacitate mai mare de intrare, procesare, ieșire video și audio. Natura necoordonată a pieței jocurilor pentru PC și în prezent lipsa de suport fizic pentru aceasta fac dificilă evaluarea cu precizie a dimensiunii acesteia. În 2018, piața globală a jocurilor pentru PC a fost evaluată la aproximativ 27,7 miliarde de dolari americani.
Jocurile pe computerul de acasă⁠(d) au devenit populare în urma prăbușirii pieței jocurilor video din 1983. În anii 1990, jocurile pentru PC și-au pierdut poziția pe piață față de jocurile de consolă, înainte de a se bucura de o renaștere la mijlocul anilor 2000 prin distribuția digitală prin servicii precum Steam și GOG.com.
Newzoo a anunțat  că sectorul jocurilor pentru PC este a treia categorie ca mărime (și este estimată în declin) pe toate platformele în 2016, sectorul consolelor fiind al doilea ca mărime și cel mai mare fiind sectorul jocurilor mobile/ smartphone. 2,2 miliarde de jucători de jocuri video generează venituri de 101,1 miliarde dolari americani, fără a lua în calcul costurile investite în hardware. „Veniturile din jocurile digitale vor reprezenta 94,4 miliarde de dolari sau 87% din piața globală. Sistemele de operare mobile reprezintă cel mai profitabil segment, jocurile pentru smartphone și tablete crescând cu 19% de la an la an, până la 46,1 miliarde de dolari, adică 42% din piață. În 2020, jocurile mobile au reprezentat puțin peste jumătate din piața totală a jocurilor. S-a anticipat că statul chinez va genereze 27,5 miliarde de dolari sau un sfert din toate veniturile din 2017.”
Jocurile pe computer sunt considerate sinonime (de Newzoo și alții) cu sistemele compatibile IBM Personal Computer; în timp ce calculatoarele mobile – smartphone-uri și tablete, cum ar fi cele care rulează Android sau iOS – sunt de asemenea computere personale într-un sens mai general. Regiunea APAC⁠(d) a fost estimată a genera 46,6 miliarde de dolari în 2016 sau 47% din veniturile totale globale din jocurile video (nu doar jocurile PC). Numai China reprezintă jumătate din veniturile APAC (24,4 miliarde de dolari), cimentându-și locul ca cea mai mare piață a jocurilor video din lume, în fața pieței anticipate a SUA de 23,5 miliarde de dolari. S-a estimat că China va avea 53% din veniturile din jocurile video provenite din jocurile mobile în 2017 (46% în 2016).

## Istorie

### Mainframeșiminicalculatoare

Spacewar!, dezvoltat pentru în 1961, este adesea creditat ca fiind al doilea joc pe computer. Jocul a constat din două nave spațiale controlate de jucători care manevrau în jurul unei stele centrale, fiecare încercând să o distrugă pe cealaltă.

Bertie the Brain a fost una dintre primele mașini de joc dezvoltate. A fost construită în 1950 de Josef Kates⁠(d). Avea mai mult de patru metri înălțime și a fost expusă la Expoziția Națională Canadiană din acel an.
Deși computerele personale au devenit populare doar odată cu dezvoltarea microprocesorului și microcomputerului, jocurile de computer pe mainframe și minicalculatoare existau deja anterior. OXO, o adaptare a lui X și 0 pentru EDSAC, a apărut în 1952. Un alt joc de computer de pionierat a fost dezvoltat în 1961, când studenții MIT Martin Graetz și Alan Kotok⁠(d), împreună cu studentul MIT Steve Russell, au dezvoltat Spacewar! pe un computer mainframe PDP-1 folosit la calcule statistice.
Prima generație de jocuri pe computer erau adesea aventuri bazate pe text sau ficțiune interactivă, în care jucătorul comunica cu computerul introducând comenzi prin intermediul unei tastaturi. O primă aventură-text, Adventure⁠(d), a fost dezvoltată pentru minicalculatorul PDP-11 de Will Crowther în 1976 și extinsă de Don Woods în 1977. În anii 1980, computerele personale au devenit suficient de puternice pentru a rula jocuri precum Adventure, dar în acel moment, grafica a început să devină un factor important în jocuri. Jocurile ulterioare combinau comenzile text cu elemente grafice de bază, așa cum se poate observa în jocurile SSI Gold Box, cum ar fi Pool of Radiance sau The Bard's Tale, de exemplu.

### Jocuri timpurii
De la sfârșitul anilor 1970 până la începutul anilor 1980, jocurile au fost dezvoltate și distribuite prin grupuri de hobby și reviste de jocuri, cum ar fi Creative Computing și mai târziu Computer Gaming World. Aceste publicații au publicat codul-sursă al jocului, cod care putea fi introdus pe computer și jucat, încurajând cititorii să-și prezinte propriul software la competiții. Jucătorii puteau modifica codul sursă BASIC chiar și al jocurilor comerciale. Microchess⁠(d) a fost unul dintre primele jocuri pentru microcalculatoare care a fost vândut publicului. Vândut pentru prima dată în 1977, Microchess s-a vândut în cele din urmă în peste 50.000 de copii pe casetă.
Ca și în cazul consolelor de jocuri video din a doua generație de la acea vreme, primele companii de jocuri pe computer de acasă au valorificat jocurile arcade de succes la acea vreme cu portări sau clone ale jocurilor arcade populare. În 1982, cele mai vândute jocuri pentru Atari 400 erau portările Frogger⁠(d) și Centipede, în timp ce jocul cel mai vândut pentru Texas Instruments TI-99/4A⁠(d) a fost clona lui Space Invaders, TI Invaders⁠(d). În același an, Pac-Man a fost portat pe Atari 800⁠(d), în timp ce Donkey Kong a fost licențiat pentru Coleco Adam⁠(d). La sfârșitul anului 1981, Atari a încercat să ia măsuri legale împotriva clonelor neautorizate, în special a clonelor Pac-Man⁠(d).

### Prăbușirea industriei și consecințele
Pe măsură ce piața jocurilor video a fost inundată de cartușe cu jocuri de proastă calitate create de numeroase companii care încercau să intre pe piață și supraproducția lansărilor de mare profil (cum ar fi adaptările Atari 2600 ale Pac-Man și E.T.) a avut performanțe extrem de slabe, popularitatea computerelor personale a crescut dramatic. În 1983, interesul consumatorilor pentru jocurile video pentru consolă a scăzut la minime istorice, pe măsură ce interesul pentru jocurile pe computerele personale a crescut.
Efectele prăbușirii au fost în mare parte limitate la piața consolelor, deoarece companiile consacrate precum Atari au înregistrat pierderi record în anii următori. Pe de altă parte, piața calculatoarelor de acasă a cunoscut o expansiune, deoarece vânzările de calculatoare color ieftine, cum ar fi Commodore 64, au crescut la cote record, iar dezvoltatorii precum Electronic Arts au beneficiat de interesul crescând pentru acestea.

### Creșterea pieței
Piața de console din America de Nord a cunoscut o renaștere în Statele Unite odată cu lansarea Nintendo Entertainment System (NES). În Europa, jocurile pe computer au continuat să crească mulți ani după aceea.
Calculatoare precum ZX Spectrum (clonate și în România) și BBC Micro⁠(d) au avut succes pe piața europeană, unde NES nu a avut la fel de succes în ciuda monopolului său în Japonia și America de Nord. Singura consolă pe 8 biți care a avut succes în  Europa a fost Sega Master System. Între timp, în Japonia, atât consolele, cât și calculatoarele au devenit industrii majore, piața consolelor fiind dominată de Nintendo și piața calculatoarelor dominată de PC-88⁠(d) (1981) și PC-98 (1982) produse de NEC. O diferență cheie între calculatoarele occidentale și cele japoneze în acea vreme era rezoluția afișajului, sistemele japoneze folosind o rezoluție mai mare de 640x400 pentru a acomoda textul japonez, care, la rândul său, a afectat designul jocurilor video și a permis o grafică mai detaliată. La începutul anilor 1980, calculatoarele japoneze foloseau și plăcile de sunet de sinteză FM de la Yamaha.

În timpul erei pe 16 biți, Commodore Amiga și Atari ST⁠(d) au devenit populare în Europa, în timp ce PC-98, Sharp X68000⁠(d) și FM Towns au devenit populare în Japonia. Amiga, X68000 și FM Towns au fost capabile să producă grafică sprite hardware de calitate aproape arcade și o calitate a sunetului când au fost lansate pentru prima dată la mijlocul și sfârșitul anilor 1980.

### Dezvoltarea  jocurilor compatibile IBM PC

Vedere a unui computer personal modern

Printre titlurile lansate pentru computerul personal IBM (PC) în 1981 s-a numărat Microsoft Adventure⁠(d), pe care IBM l-a descris ca aducând „jucătorii într-o lume fantastică a peșterilor și a comorilor”. BYTE⁠(d) în acel an a declarat că viteza și sofisticarea computerului l-au făcut „un dispozitiv de joc excelent”, iar IBM și alții au vândut jocuri precum Microsoft Flight Simulator. Grafica CGA și sunetul difuzorului PC-ului erau însă slabe, iar majoritatea clienților au cumpărat calculatoare puternice, dar scumpe pentru afaceri. Un proprietar de ComputerLand⁠(d) a estimat în 1983 că un sfert dintre directorii corporativi cu calculatoare „au un joc ascuns undeva în calculator”, iar InfoWorld⁠(d) în 1984 a raportat că „în birourile din toată America (mai mult decât realizează cineva) directorii și managerii joacă jocuri pe calculatoarele lor”, dar companiilor de software le-a fost dificil să vândă jocuri pentru PC; un observator a spus în acel an că Flight Simulator a vândut sute de mii de copii, deoarece clienții cu calculatoare corporative puteau pretinde că este o „simulație”.
De la mijlocul anului 1985, însă, ceea ce Compute! a descris ca un „val” de clone de IBM PC ieftine oferite de companii americane și asiatice, cum ar fi Tandy 1000⁠(d), a determinat scăderea prețurilor; până la sfârșitul anului 1986, echivalentul unui PC IBM autentic de 1600 USD cu 256K RAM și două unități de disc costa doar 600 USD, mai puțin decât prețul unui Apple IIc⁠(d). Consumatorii au început să cumpere calculatoare DOS pentru casă în număr mare. Deși erau adesea achiziționate pentru a lucra seara și în weekend, popularitatea clonelor a determinat companiile de software de consum să crească numărul de produse compatibile IBM, inclusiv cele dezvoltate special pentru PC, în loc de a porta programe de pe alte calculatoare. Bing Gordon⁠(d) de la Electronic Arts a anunțat că clienții au folosit calculatoare pentru jocuri mai mult de o cincime din timp, fie că le-au cumpărat pentru muncă sau pentru un hobby, mulți dintre cei care au cumpărat calculatoare din alte motive au considerat jocurile de PC „o experiență destul de satisfăcătoare”. 
În 1987, piața PC-urilor a crescut atât de repede, încât computerul de altădată exclusiv pentru afaceri a devenit cea mai mare și cea mai rapidă creștere și cea mai importantă platformă pentru companiile de jocuri pe computer. Calculatoarele DOS au dominat, înlocuind Commodore și Apple. Mai mult de o treime din jocurile vândute în America de Nord au fost pentru PC, de două ori mai multe decât cele pentru Apple II și chiar s-au vândut mai multe decât cele pentru Commodore 64. Cu placa video EGA, o clonă ieftină avea o grafică mai bună și mai multă memorie pentru jocuri decât Commodore sau Apple, iar grafica îmbunătățită, sunetul și porturile de joystick încorporate de Tandy 1000 l-au făcut cea mai bună platformă pentru jocuri IBM compatibile cu PC înainte de apariția VGA. 
În 1988, popularitatea enormă a sistemului de divertisment Nintendo a afectat foarte mult industria jocurilor pe PC. Un director Koei a susținut că „succesul Nintendo a distrus piața software-ului de divertisment [pe PC]”. Un director al Mindscape a fost de acord, spunând că „din păcate, efectul său a fost extrem de negativ. Fără îndoială, succesul Nintendo a scăzut vânzările de software. A existat o scădere mult mai mare a vânzărilor de discuri decât a anticipat oricine.” Un al treilea a atribuit sfârșitul creșterii vânzărilor Commodore 64 pe consolă, iar Trip Hawkins⁠(d) a numit Nintendo „ultima urgie a lumii pe 8 biți”. Experții nu erau siguri dacă va afecta jocurile pe computer pe 16 biți, dar Hawkins, în 1990, a trebuit totuși să nege zvonurile că Electronic Arts s-ar retrage din industria calculatoarelor și ar produce doar jocuri pentru consolă. 
În 1993, ASCII Entertainment a raportat la o conferință a Asociației Editorilor de Software că piața jocurilor pentru consolă (5,9 miliarde de dolari în venituri) era de 12 ori mai mare decât cea a pieței de jocuri pe calculator (430 de milioane de dolari).
Cu toate acestea, jocurile pe calculator nu au dispărut. Până în 1989, Computer Gaming World a raportat că „industria se îndreaptă spre utilizarea intensă a graficii VGA”. În timp ce unele jocuri au fost promovate cu suport VGA la începutul anului, de obicei au suportat grafica EGA prin plăci VGA. La sfârșitul anului 1989, totuși, majoritatea editorilor au început a accepta un standard de cel puțin 320x200 MCGA, un subset al VGA. VGA a făcut ca grafica PC-ului să depășească Amiga. Folosirea pe scară largă  a mouse-ului computerului, determinată parțial de succesul jocurilor de aventură, cum ar fi seria de mare succes King's Quest⁠(d), și afișările bitmap de înaltă rezoluție au permis industriei să includă interfețe grafice de înaltă calitate în noile versiuni.
Îmbunătățiri suplimentare ale graficii și sunetului jocului au fost posibile prin introducerea sunetului de sinteză FM. Yamaha a început să producă plăci de sinteză FM pentru calculatoare la începutul anilor 1980, iar până în 1985, calculatoarele NEC și FM-7⁠(d) aveau sunet FM încorporat. Primele plăci de sunet pentru PC, cum ar fi AdLib⁠(d) Music Synthesizer Card, au apărut curând în 1987. Aceste plăci de sunet au permis computerelor compatibile IBM PC să redea sunete complexe utilizând sinteza FM, anterior fiind limitate la simple tonuri și bipuri. Cu toate acestea, ascensiunea plăcii Creative Labs Sound Blaster⁠(d), lansată în 1989, care prezenta o calitate a sunetului mult mai ridicată datorită includerii unui canal PCM și a unui procesor de semnal digital, a făcut ca AdLib să dea faliment în 1992. Tot în 1989, computerul FM Towns includea sunet PCM încorporat, pe lângă o unitate CD-ROM și grafică color pe 24 de biți.
În 1990, DOS reprezenta 65% din piața jocurilor pe computer, în timp ce Amiga reprezenta 10%; toate celelalte sisteme de calculatoare, inclusiv Apple Macintosh, au fost sub 10% și în scădere. Deși Apple cât și IBM au încercat să evite ca clienții să-și asocieze produsele cu „mașini de joc”, acesta din urmă a recunoscut că opțiunile VGA, audio și joystick pentru computerul său PS/1⁠(d) erau populare.  În 1991, id Software a produs un shooter timpuriu la prima persoană, Hovertank 3D⁠(d), aceasta a devenit prima lor linie de jocuri extrem de influente în acest gen. Au existat, de asemenea, câteva alte companii care au produs astfel de jocuri, cum ar fi Star Cruiser⁠(d) de la Arsys Software⁠(d), care a avut o grafică poligonală complet 3D în 1988 și Day of the Viper⁠(d)  de laAccolade. Id Software a dezvoltat Wolfenstein 3D în 1992, ceea ce a ajutat la popularizarea genului, dând startul unui gen care avea să devină unul dintre cele mai vândute în vremurile moderne. Jocul a fost distribuit inițial shareware, permițând jucătorilor să încerce gratuit o parte limitată a jocului, dar necesitând plată pentru a juca restul, și a reprezentat una dintre primele utilizări ale graficii de cartografiere a texturii într-un joc popular,alături de Ultima Underworld⁠(d).
În decembrie 1992, Computer Gaming World a raportat că DOS a reprezentat 82% din vânzările de jocuri pe calculator în 1991, în comparație cu 8% pentru Macintosh și 5% pentru Amiga. Ca răspuns la provocarea unui cititor de a găsi un joc DOS care să se joace mai bine decât versiunea pe Amiga, revista a citat Wing Commander⁠(d) și Civilization și a adăugat că preferința revistei pentru „MS-DOS[...] reflectă doar realitățile pieței”. Un sondaj Computer Gaming World din aprilie 1993 a constatat, în mod similar, că 91% dintre cititori au folosit în principal PC-uri IBM și compatibile pentru jocuri, comparativ cu 6% pentru Amiga, 3% pentru Macintosh și 1% pentru Atari ST,  în timp ce un studiu Software Publishers Association a constatat că 74% dintre computerele personale erau IBM sau compatibile, 10% Macintosh, 7% Apple II și 8% altele. 51% dintre cele IBM sau compatibile au avut procesoare de 386 sau mai rapide.
În 1992, jocurile DOS, cum ar fi Links 386 Pro, acceptau grafica Super VGA⁠(d).  În timp ce sistemele de consolă dominante Sega și Nintendo  și-au păstrat viteza procesorului la 3–7 MHz, procesorul PC-ului de 486 a funcționat mult mai rapid, permițându-i să efectueze mult mai multe calcule pe secundă. Lansarea în 1993 a lui Doom pe PC a fost o descoperire în grafica 3D și a fost portat în curând pe diverse console de jocuri. Computer Gaming World a reiterat în 1994 că „trebuie să sfătuim cititorii care doresc o mașină pe care să joace majoritatea jocurilor să cumpere [calculatoare] MS-DOS de ultimă generație”.
În 1993, jocurile pe dischete pentru PC aveau un volum de vânzări echivalent cu aproximativ un sfert din vânzările de cartușe ROM  pentru jocurile de consolă. Un joc de succes pentru PC era vândut de obicei în aproximativ 250.000 de discuri la acea vreme, în timp ce un joc de succes pe consolă era vândut de obicei în aproximativ 1 million de cartușe ROM.
În primăvara anului 1994, aproximativ 24 de milioane de case din SUA (27% din gospodării) aveau un computer personal. 48% au jucat jocuri pe computer; 40% au avut CPU 486 sau mai puternic; 35% aveau unități CD-ROM; iar 20% aveau o placă de sunet. Un alt studiu a constatat că aproximativ 2,46 milioane de calculatoare multimedia aveau unități CD-ROM interne până la sfârșitul anului 1993, o creștere de aproape 2.000%. Computer Gaming World a raportat în aprilie 1994 că unii editori de software plănuiau să distribuie doar pe CD începând cu 1995.  CD-ROM-ul avea o capacitate de stocare mult mai mare decât dischetele, contribuia la reducerea pirateriei software și era mai puțin costisitor de produs. Chris Crawford a avertizat că este „o tehnologie care consumă intens date”, ispitind dezvoltatorii să pună accent pe cantitatea de active digitale precum arta și muzica în detrimentul calității jocului; Computer Gaming World a scris în 1993 că „editorii s-ar putea să-și piardă concentrarea”. În timp ce multe companii au folosit spațiul de stocare suplimentar pentru a lansa colecții de software mai vechi de proastă calitate sau versiuni „îmbunătățite” ale celor existente  (adesea revista a considerat batjocoritor conținutul audio și video adăugat drept un „actor amator”) noile jocuri, cum ar fi Myst, au inclus multe mai multe active digitale pentru o experiență de joc mai bogată.
Multe companii au vândut „kituri de upgrade-re multimedia” care includeau unități CD, plăci de sunet și software la mijlocul anilor 1990, dar driverele pentru noile dispozitive periferice au epuizat și mai mult memoria RAM limitată. În 1993, jocurile pentru PC necesitau mult mai multă memorie decât alte programe, consumând adesea toată memoria convențională. Jucătorii au găsit modificări ale fișierelor [[:|CONFIG.SYS]]⁠(d) și AUTOEXEC.BAT pentru gestionarea memoriei greoaie și confuze, iar fiecare joc avea nevoie de o configurație diferită. (Jocul Les Manley in: Lost in L.A.⁠(d) satirizează acest lucru). Computer Gaming World a oferit asistență tehnică scriitorilor săi pentru a-i ajuta la instalarea jocurilor pentru ce trebuiau recenzate și a publicat exemple de fișiere de configurare. Revista a sfătuit jucătorii non-tehnici să achiziționeze managere comerciale de memorie ca programele QEMM⁠(d) și 386MAX⁠(d) și a criticat software-ul non-standard, cum ar fi „infamul Voodoo Memory Manager” de la Origin Systems .

### Jocuri contemporane

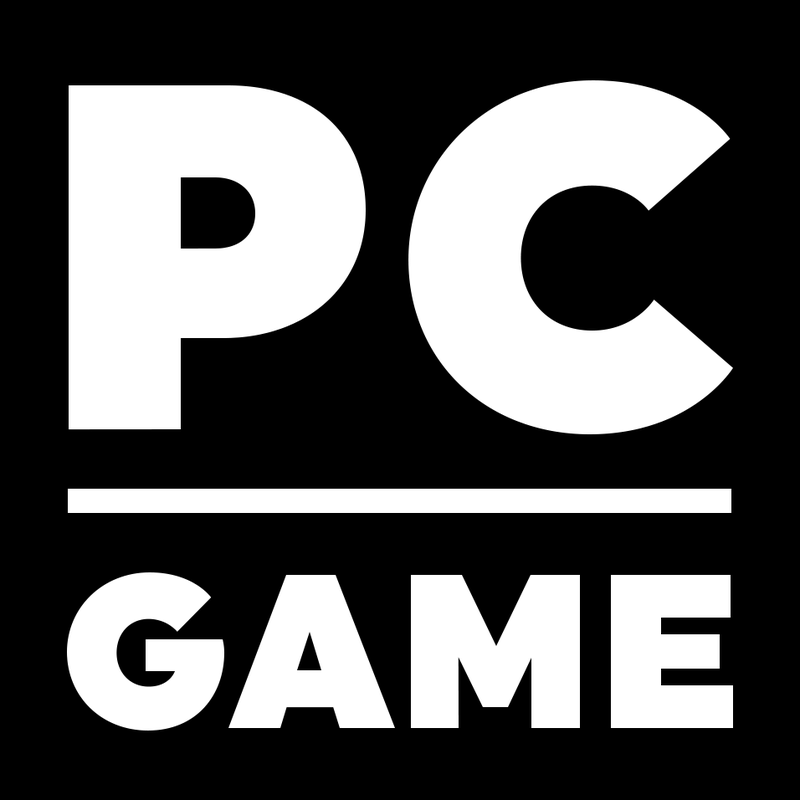
Sigla jocului pentru PC găsită pe majoritatea produselor contemporane

În 1996, popularitatea tot mai mare a lui  Microsoft Windows a simplificat gestionarea driverelor cu probleme și a memoriei. Succesul titlurilor de console 3D, cum ar fi Super Mario 64 și Tomb Raider, a crescut interesul pentru grafica 3D accelerată hardware pe calculatoare și, în curând, a dus la încercări de a produce soluții la prețuri accesibile ca ATI Rage⁠(d), Matrox Mystique⁠(d), S3 ViRGE⁠(d) și Rendition Vérité. Pe măsură ce bibliotecile de grafică 3D, cum ar fi DirectX și OpenGL, s-au maturizat, aceste platforme au câștigat o mai mare acceptare pe piață, în special cu beneficiile demonstrate în jocuri precum Unreal⁠(d). Cu toate acestea, modificările majore aduse sistemului de operare Microsoft Windows, până atunci lider de piață, au făcut ca multe jocuri mai vechi bazate pe DOS să nu poată fi jucate pe Windows NT și, mai târziu, pe Windows XP (fără a utiliza un Emulator⁠(d), cum ar fi DOSBox⁠(d)).
Acceleratoarele grafice mai rapide și îmbunătățirea tehnologiei CPU au dus la creșterea nivelurilor de realism în jocurile pe calculator. În acest timp, îmbunătățirile introduse cu produse precum Radeon R300⁠(d) de la ATI și seria GeForce 6 de la NVidia au permis dezvoltatorilor să crească complexitatea motoarelor de jocuri moderne. În prezent, jocurile pe computer tind puternic spre îmbunătățiri ale graficii 3D.
Spre deosebire de impulsul general acceptat pentru îmbunătățirea performanței grafice, utilizarea motoarelor fizice în jocurile pe calculator a devenit o chestiune de dezbatere de la anunțul și lansarea în 2005 a PPU nVidia PhysX⁠(d), concurând aparent cu Middleware⁠(d) precum motorul fizic Havok⁠(d). Probleme precum dificultatea de a asigura experiențe consistente pentru toți jucătorii și beneficiul incert al plăcilor PhysX de prima generație, în jocuri precum Tom Clancy's Ghost Recon Advanced Warfighter⁠(d) și City of Villains⁠(d), au adus incertitudini privind valoarea unei astfel de tehnologii.

## Muzee de jocuri pe calculator
Există mai multe muzee de jocuri pe calculator în întreaga lume. În 2011 s-a deschis unul la Berlin, un muzeu de jocuri pe computer care prezintă jocurile pe calculator din anii 1970 până în prezent. Muzeul de Artă și Divertisment Digital, din Oakland, California, expune și jocuri pentru PC în colecția sa generală. Muzeul Jocurilor Video din Roma este dedicat conservării jocurilor video și include jocuri Pss în colecția sa. Muzeul de istorie a calculatoarelor din Mountain View, California deține o colecție de jocuri pentru computer și permite vizitatorilor să joace Spacewar!, primul joc pe computer, pe un DEC PDP-1 original restaurat.